# Gare d'Odessa Holovna
La Odessa Holovna, (ukrainien : Одеса-Головна) est une gare ferroviaire ukrainienne située à proximité du centre-ville d'Odessa, dans l'oblast d'Odessa.

## Situation ferroviaire

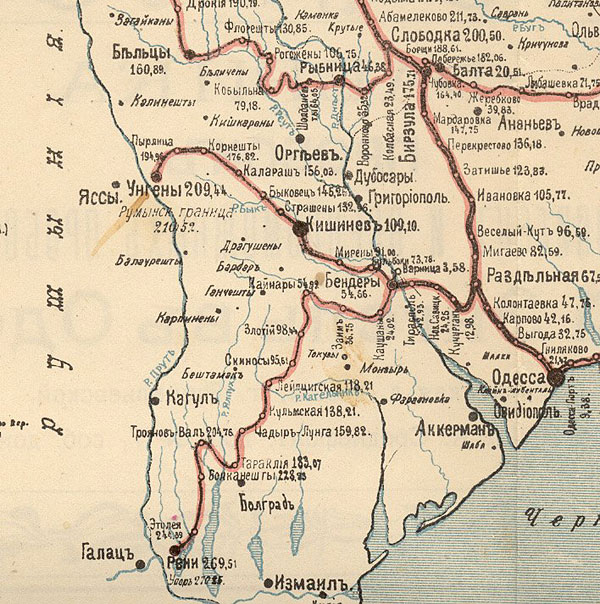
Le réseau vers l'ouest en 1899.

## Histoire
L’État prit la décision en 1863 de construire la ligne Odessa-Baltique. Travaux supervisés par le baron Unger-Sternberg, les travaux de la gare furent confiés au gouverneur de la région d'Odessa, le général Kotzebue. En décembre 1864 la décision fut prise de passer par Karkov et par Krementchouk. En 1867 la ligne fut étendue vers la gare de Peressyp pour joindre la mine de sel de Novoselsky. L'amiral Chikarev fit relier Kuyalnitski par la ligne de chemin de fer car c'était une station balnéaire.
La construction fut confiée à l'architecte Schroeter de Saint-Pétersbourg et de Bernardasi.
Détruite lors de la Seconde Guerre mondiale, elle fut reconstruite en 1952. Elle fut entièrement électrifiée en 1973.

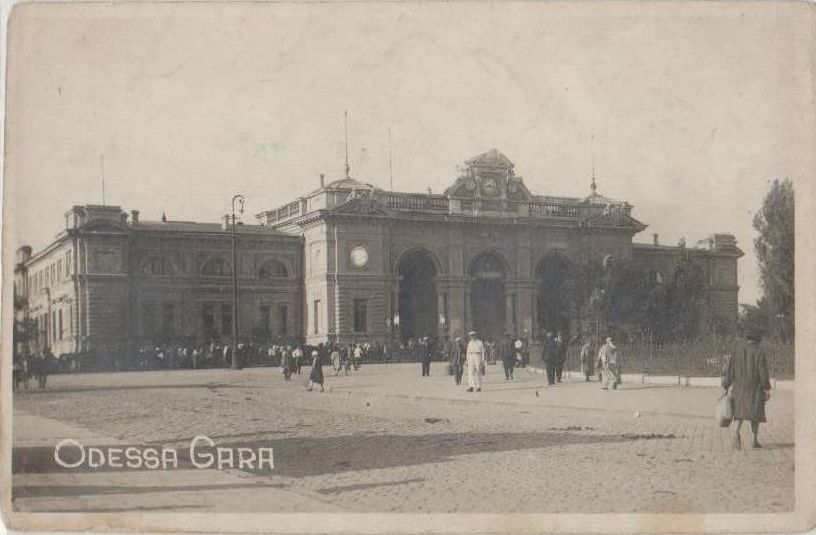
La gare précédente vers 1942.

### Desserte

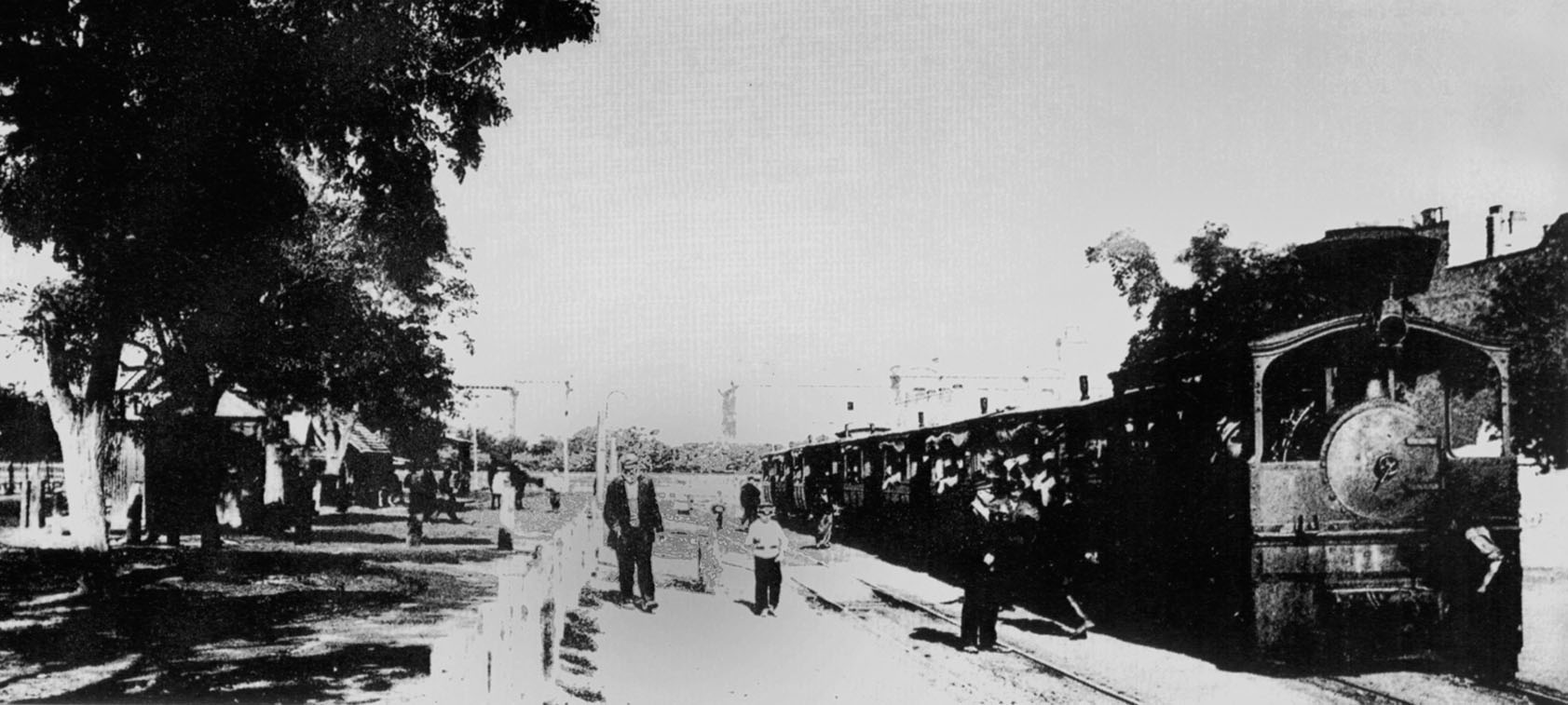
Un train du début du XXe siècle.

## Service des voyageurs

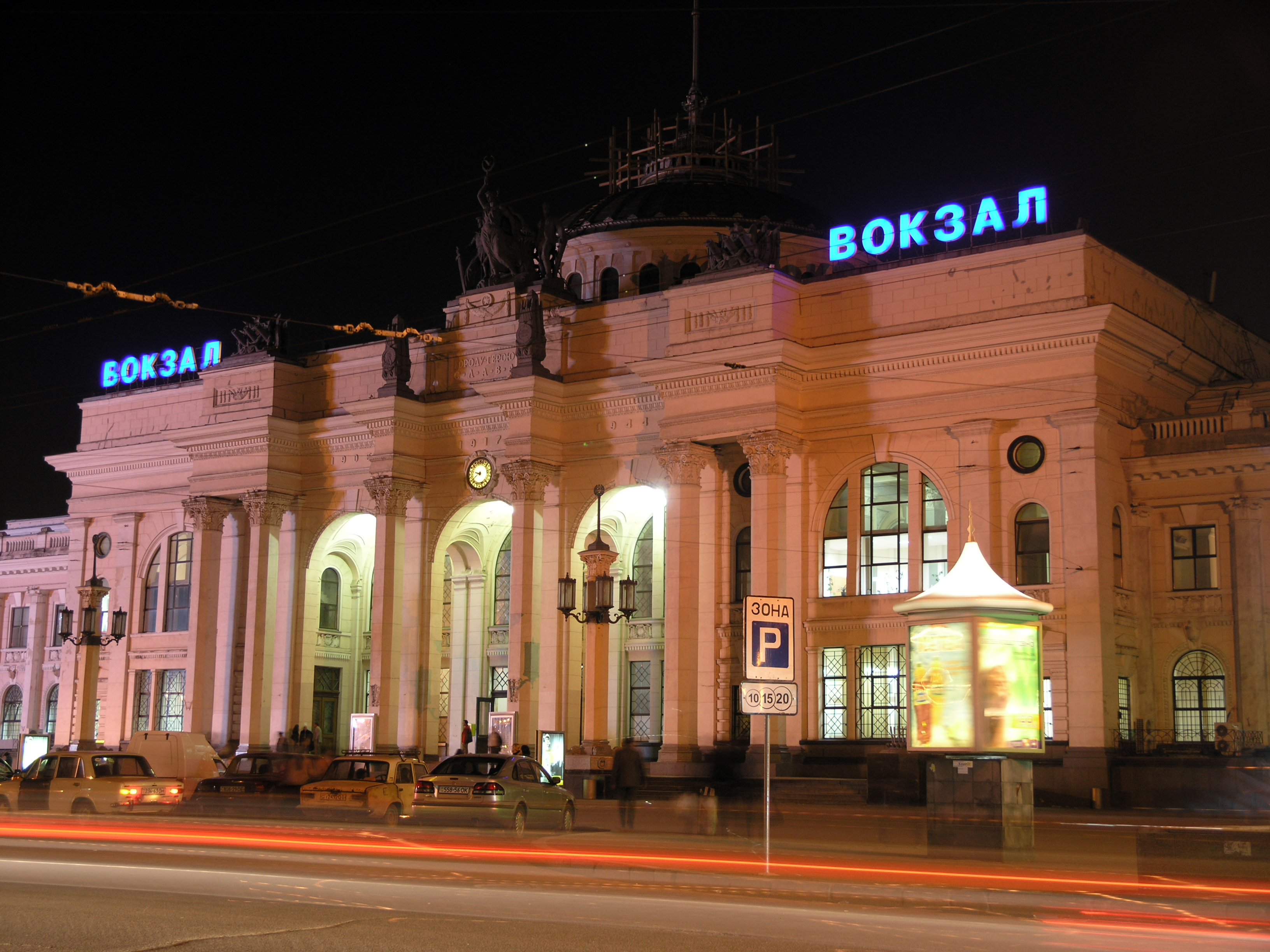
Colonnade côté rue.

### Accueil

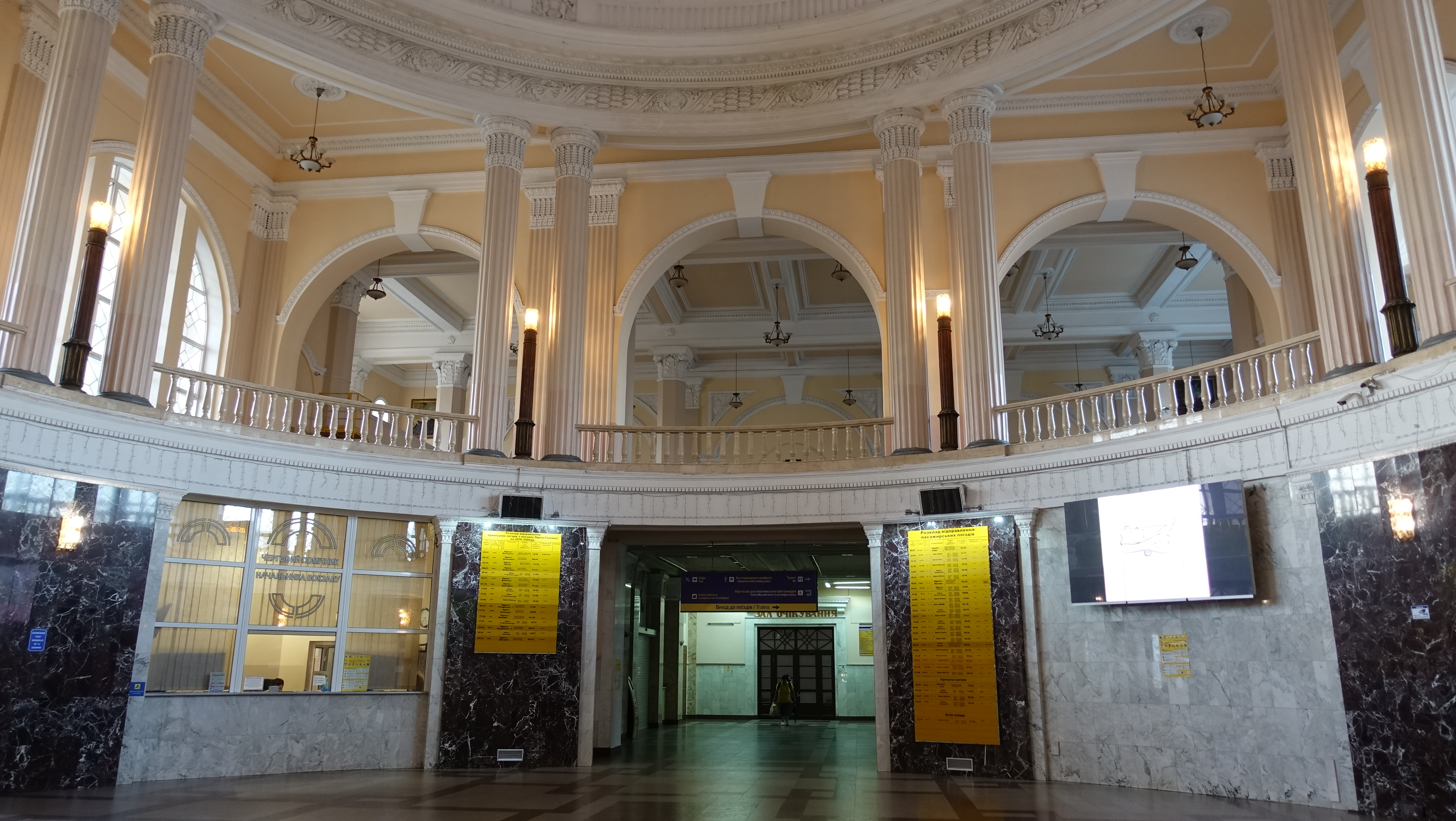
Hall voyageurs,
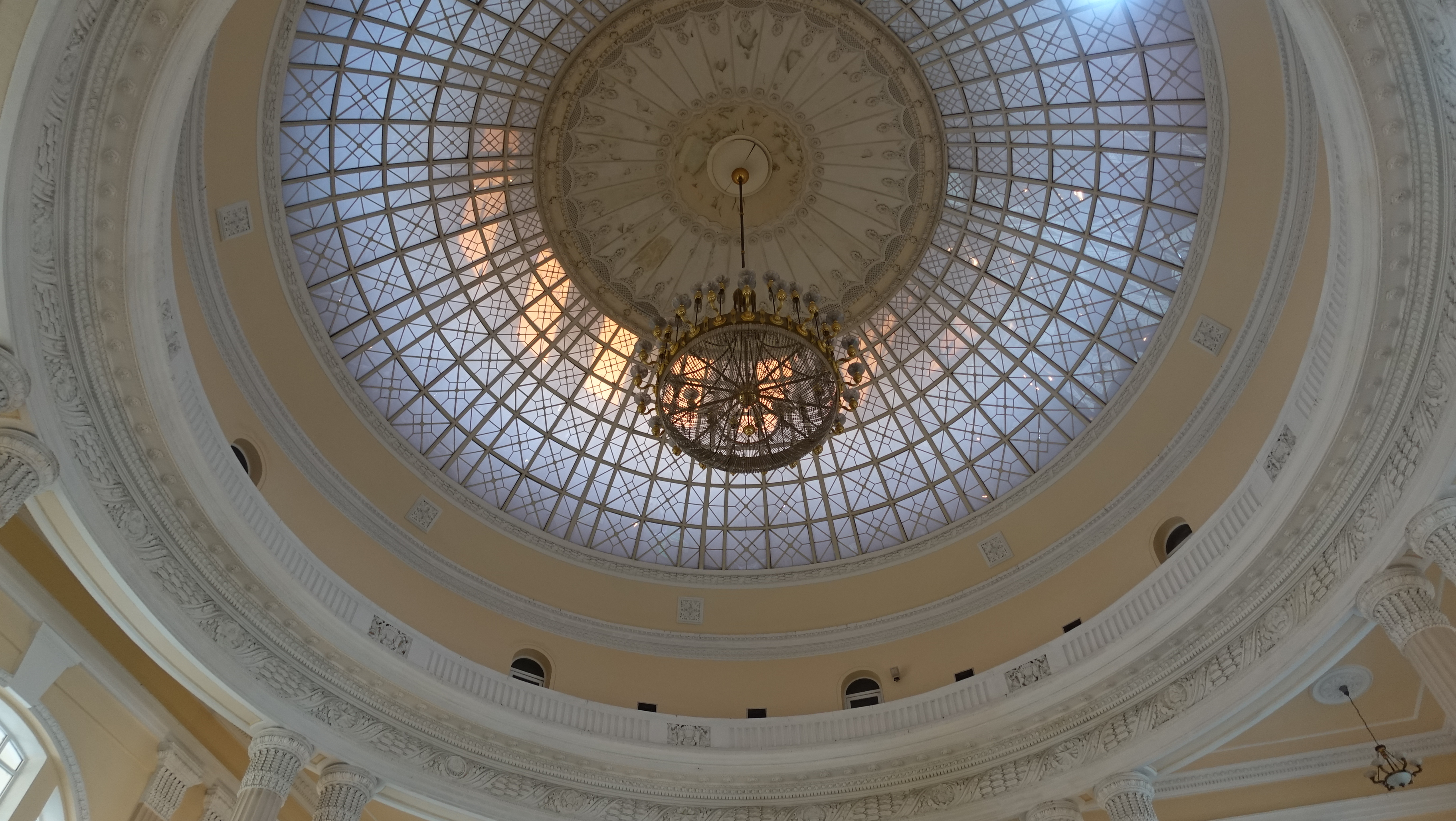
coupole et lustre.

### Intermodalité
Elle est en  lien avec les autres gares de la ville : Peressyp, portuaire, gare de Jmerinka - Gretchany.